# Trần Thị Hồng Nhung
Trần Thị Hồng Nhung (sinh ngày 28 tháng 10 năm 1992) là một cầu thủ bóng đá nữ Việt Nam thi đấu ở vị trí hậu vệ.

## Bàn thắng quốc tế
| #  | Ngày               | Địa điểm                                                 | Đối thủ  | Bàn thắng | Kết quả | Giải đấu                                |
| -- | ------------------ | -------------------------------------------------------- | -------- | --------- | ------- | --------------------------------------- |
| 1. | 4 tháng 5 năm 2015 | Sân vận động Thống Nhất, Thành phố Hồ Chí Minh, Việt Nam | Malaysia | 2–0       | 7–0     | Giải vô địch bóng đá nữ Đông Nam Á 2015 |